# Fábrica Argentina de Locomotoras
La Fábrica Argentina de Locomotoras (F.A.de L.) fue creada por la Empresa Nacional de Transporte el 1 de mayo de 1952 por resolución N.º 79/52, en el marco del Primer Plan Quinquenal. 
Esta fábrica nace del éxito obtenido por la locomotora CM1, "Justicialista", y como consecuencia de la necesidad de encarar la fabricación en serie de locomotoras diésel – eléctricas con el fin de contribuir a afianzar la independencia económica del país.
En un principio, la fábrica daba trabajo a más de cien operarios y ocupaba el galpón N.º 35 (secciones U16 al 22 inclusive) de los Talleres Liniers del actual Ferrocarril Sarmiento y, posteriormente, por resolución 443/52, adecuándose al plan de trabajo liderado por el ingeniero Pedro Sacaggio, en el que se proyectaba fabricar en serie unas seiscientas locomotoras, la fábrica se trasladó a los talleres del Ferrocarril General San Martín en Mendoza. 
Para comenzar con la fabricación, se celebraron contratos de compra de motores diésel con las empresas italianas "Fiat Group" y "Cantieri Riuniti Dell Adriático" y se adquirió el hierro en chapas, planchuelas y barras necesario para la primera etapa de construcción.
En un estado avanzado, el proyecto se truncó por el golpe de Estado que la autoproclamada Revolución Libertadora dio al gobierno democrático del general Perón el 16 de septiembre de 1955. 
La fábrica fue cerrada y el plan de la construcción en serie de locomotoras pasó al olvido. Los estudios preliminares, maquetas, planos, modelos y moldes de las futuras locomotoras desaparecieron o fueron destruidos. Muchos de los materiales ya industrializados se vendieron como chatarra y otros, como los motores comprados a Fiat Ferroviaria, pasaron a formar parte de la construcción de las locomotoras GAIA, fabricadas en el país desde 1964.

## Sitios externos
- Portal de Trenes Argentina Archivado el 16 de mayo de 2014 en Wayback Machine.
- Expreso Buenos Aires - Tucumán.
- Partido Justicialista bonaerense.
- Diario La auténtica defensa. Campana, Bs. As.